# Fantom Paříže
Fantom Paříže (Vidocq) je francouzský hraný film z roku 2001, který režíroval Jean-Christophe Pitof podle vlastního scénáře. Snímek vyšel v ČR vyšel na DVD v roce 2003.

## Děj
Příběh začíná v Paříži v roce 1830 během Červencové revoluce. Ve městě řádí maskovaný vrah přezdívaný Alchymista. Jeho totožnost se snaží odhalit policejní detektiv Eugène-François Vidocq. V souboji, který se odehraje ve sklárnách, je Vidocq svržen do hořící pece. Po Vidocqovi pokračuje v pátrání mladý novinář Etienne Boisset, který chce o detektivovi napsat knihu.

## Obsazení
| Gérard Depardieu   | Eugène-François Vidocq       |
| Guillaume Canet    | Étienne Boisset              |
| Inés Sastre        | Préah                        |
| André Dussollier   | policejní prefekt Lautrennes |
| Édith Scob         | Sylvia                       |
| Moussa Maaskri     | Nimier                       |
| Jean-Pierre Gos    | Tauzet                       |
| Isabelle Renauld   | Marine Lafitte               |
| Jean-Pol Dubois    | Louis Belmont                |
| André Penvern      | Simon Veraldi                |
| Gilles Arbona      | Ernest Lafitte               |
| Jean-Marc Thibault | Leviner                      |

## Ocenění
- Cena za nejlepší film, cena Citizen Kane za nejlepšího debutujícího režiséra, cena za nejlepší speciální efekty a cena za nejlepší masky na Mezinárodním festivalu fantastických filmů v Sitges 2001
- Nominace na Velkou evropskou cenu fantastického filmu na mezinárodním festivalu fantastických filmů v Bruselu 2002
- Cena za nejlepší speciální efekty a nominace na cenu za nejlepší fantastický film na festivalu Fantasporto 2002